# Радовићи
Радовићи је насељено мјесто у општини Тиват у Црној Гори. Према попису из 2023. било је 537 становника. Два су православна вјерска објекта у овом мјесту: манастир Вазнесења Господњег и црква Успења Пресвете Богородице.

## Демографија
У насељу Радовићи живи 437 пунолетних становника, а просечна старост становништва износи 38,4 година (38,1 код мушкараца и 38,7 код жена). У насељу има 185 домаћинстава, а просечан број чланова по домаћинству је 3,03.
Становништво у овом насељу веома је хетерогено, а у последња три пописа, примећен је пораст у броју становника.
|  |

| Демографија | Демографија | Демографија |
| Година      | Становника  | Становника  |
| ----------- | ----------- | ----------- |
|             |             |             |
|             |             |             |
|             |             |             |
|             |             |             |
| 1948.       | 178         |             |
| 1953.       | 208         |             |
| 1961.       | 201         |             |
| 1971.       | 206         |             |
| 1981.       | 283         |             |
| 1991.       | 374         | 347         |
| 2003.       | 576         | 560         |
|             |             |             |

| Етнички састав према попису из 2003.‍ | Етнички састав према попису из 2003.‍ | Етнички састав према попису из 2003.‍ | Етнички састав према попису из 2003.‍ | Етнички састав према попису из 2003.‍ |
| ------------------------------------ | ------------------------------------ | ------------------------------------ | ------------------------------------ | ------------------------------------ |
|                                      |                                      |                                      |                                      |                                      |
| Срби                                 | Срби                                 |                                      | 288                                  | 51,42%                               |
| Црногорци                            | Црногорци                            |                                      | 128                                  | 22,85%                               |
| Хрвати                               | Хрвати                               |                                      | 22                                   | 3,92%                                |
| Југословени                          | Југословени                          |                                      | 10                                   | 1,78%                                |
| Бошњаци                              | Бошњаци                              |                                      | 4                                    | 0,71%                                |
| Мађари                               | Мађари                               |                                      | 3                                    | 0,53%                                |
| Муслимани                            | Муслимани                            |                                      | 2                                    | 0,35%                                |
| Македонци                            | Македонци                            |                                      | 2                                    | 0,35%                                |
| Немци                                | Немци                                |                                      | 1                                    | 0,17%                                |
| непознато                            | непознато                            |                                      | 27                                   | 4,82%                                |

| Година пописа     | 1948. | 1953. | 1961. | 1971. | 1981. | 1991. | 2003. |
| ----------------- | ----- | ----- | ----- | ----- | ----- | ----- | ----- |
| Број домаћинстава | 50    | 56    | 60    | 61    | 93    | 109   | 186   |

| Број чланова      | 1   | 2  | 3  | 4  | 5  | 6  | 7 | 8 | 9 | 10 и више | Просек |
| ----------------- | --- | -- | -- | -- | -- | -- | - | - | - | --------- | ------ |
| Број домаћинстава | 185 | 34 | 50 | 30 | 40 | 18 | 5 | 8 | 0 | 0         | 0      |

| Пол    | Укупно | Неожењен/Неудата | Ожењен/Удата | Удовац/Удовица | Разведен/Разведена | Непознато |
| ------ | ------ | ---------------- | ------------ | -------------- | ------------------ | --------- |
| Мушки  | 232    | 70               | 146          | 8              | 7                  | 1         |
| Женски | 229    | 52               | 137          | 29             | 9                  | 2         |
| УКУПНО | 461    | 122              | 283          | 37             | 16                 | 3         |

| Пол    | Укупно                    | Пољопривреда, лов и шумарство | Рибарство                            | Вађење руде и камена | Прерађивачка индустрија       |
| ------ | ------------------------- | ----------------------------- | ------------------------------------ | -------------------- | ----------------------------- |
| Мушки  | 82                        | 0                             | 0                                    | 2                    | 7                             |
| Женски | 57                        | 1                             | 0                                    | 0                    | 2                             |
| УКУПНО | 139                       | 1                             | 0                                    | 2                    | 9                             |
| Пол    | Производња и снабдевање   | Грађевинарство                | Трговина                             | Хотели и ресторани   | Саобраћај, складиштење и везе |
| Мушки  | 1                         | 1                             | 10                                   | 6                    | 6                             |
| Женски | 0                         | 1                             | 14                                   | 4                    | 5                             |
| УКУПНО | 1                         | 2                             | 24                                   | 10                   | 11                            |
| Пол    | Финансијско посредовање   | Некретнине                    | Државна управа и одбрана             | Образовање           | Здравствени и социјални рад   |
| Мушки  | 0                         | 0                             | 42                                   | 4                    | 1                             |
| Женски | 0                         | 0                             | 12                                   | 6                    | 11                            |
| УКУПНО | 0                         | 0                             | 54                                   | 10                   | 12                            |
| Пол    | Остале услужне активности | Приватна домаћинства          | Екстериторијалне организације и тела | Непознато            | Непознато                     |
| Мушки  | 2                         | 0                             | 0                                    | 0                    | 0                             |
| Женски | 1                         | 0                             | 0                                    | 0                    | 0                             |
| УКУПНО | 3                         | 0                             | 0                                    | 0                    | 0                             |